# 郭之奇故居
郭之奇故居，位于中国广东省揭阳市榕城区东门直街，为揭阳市的市级文物保护单位，类型为古建筑，公布时间为2007年12月。
郭之奇，字仲常，號菽子，揭陽縣榕城東門人。明末及南明大臣，崇禎戊辰進士，累官福建參議。甲申國難後，先後追隨弘光、隆武和永曆朝廷，官至文淵閣大學士兼吏部尚書、兵部尚書，率軍扛清，最終被俘殉國。故居的历史年代为明代。